# Brnói zsidó temető
A Brnói zsidó temető (csehül: Židovský hřbitov v Brně) a város Židenice kerületében található. 1852-ben alapították, s 29 500 m²-es területével a legnagyobb zsidó temető Morvaországban. A gyászteremmel együtt a cseh kulturális örökség része. Az eredeti zsidó temető a mai Brnói főpályaudvar helyén volt, de a középkor végén eltűnt.

## Története
A brnói zsidó temető eredetileg a Zsidó (Zöld) kapu közelében, a mai vasútállomás helyén volt. Ez a temető a zsinagógával és a zsidónegyeddel együtt 1454-ben eltűnt, amikor V. László király határozatot hozott a brnói polgárok kezdeményezésére a zsidók kiűzéséről. A temetőt ezután barokk erődítményekkel, később magas vasúti töltéssel fedték be. A 20. századi építkezések során csak néhány síremléket találtak, amelyek ma a Brnói Városi Múzeumban, illetve az új zsidó temetőben találhatóak.

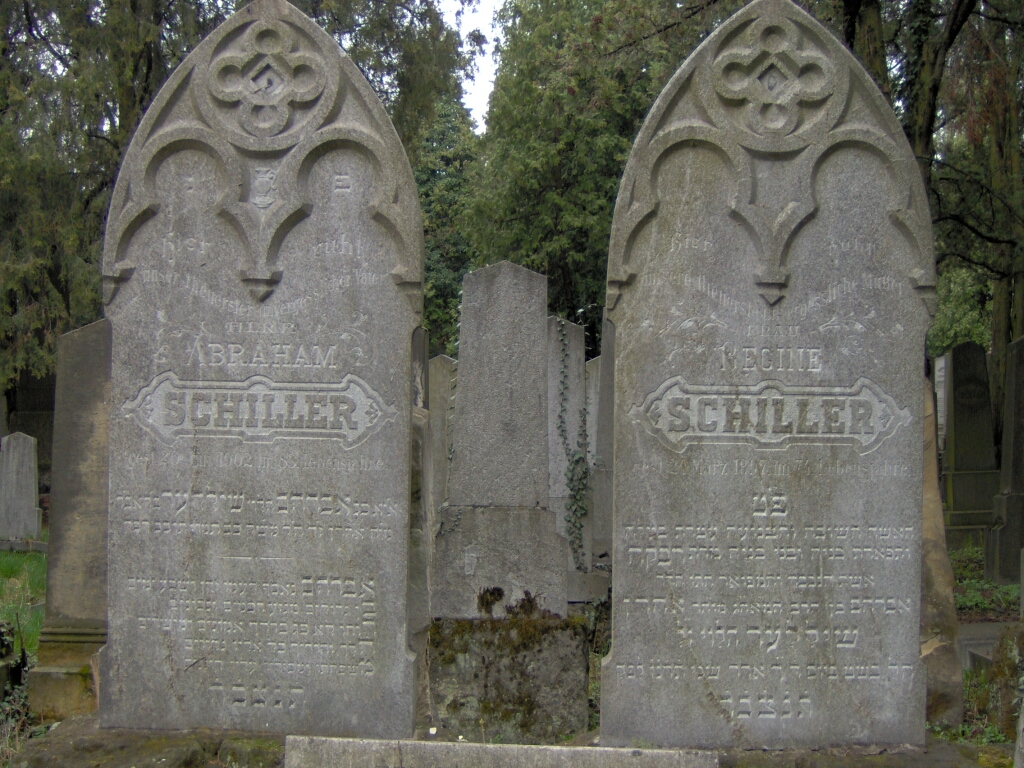
Sírkövek a 19. század második feléből

Amikor a zsidók az 1848-as forradalmi év után visszatérhettek Brnóba, többek között elhatározták, hogy egy új temetőt létesítenek. 1852-ben a brnói zsidó közösség megvásárolta a szükséges telkeket Židenicében, és miután igazolták a tulajdonjogukat, a kerületi kormányzó 1852. július 19-én hivatalos engedélyt adott nekik, hogy ott temetőt alakítsanak ki. Még ebben az évben elkezdték a temető építését Anton Onderka építőmester irányításával, s az építkezések majdnem befejeződtek. A temető alapításának eseményére ma is emléktábla emlékeztet, amelyet a temető alapítóinak sírjai mellett, a temető falán helyeztek el.
A legrégebbi sírok az 1–13. szekciókban találhatóak. A zsidókat aszerint temették el itt, hogy mekkora vagyonnal rendelkeztek. A gazdagabbakat a temető hátsó részében, míg a kisebb vagyonnal bírókat egyszerűbb sírokkal az első részbe temették. Ez a terület azonban néhány évvel később kevésnek bizonyult, ezért további szekciókat (14–22) hoztak létre és az 1863-ban épült ideiglenes gyásztermet is lebontották, és 1900-ban újat építettek helyette. A szertartási csarnokon az alábbi felirat olvasható: זה השער לבית מועד לכל חי ("Ez a kapu minden élőlény találkozóhelyére vezet"). A pontokkal jelölt betűk kronogrammát jeleznek (a betűk számértékének összege 660, ami 1900-nak felel meg).
A temetőt 1916-ban tovább bővítették, ekkor kelet felé bővült jelentősen. Így létrejöttek a temető új szekciói (23–31). A temető további keleti irányú bővítésére 1935-ben került sor. Az átalakítások után 29 500 m²-es területével ez lett Morvaország legnagyobb zsidó temetője.
A második világháború után a temetőben emlékművet állítottak a holokauszt áldozatainak. Az emlékmű körül most 19 kő található, amelyeket megszűnt zsidó temetőkből hoztak ide. A temetőt 1964-ben felvették a cseh kulturális műemlékek közé.

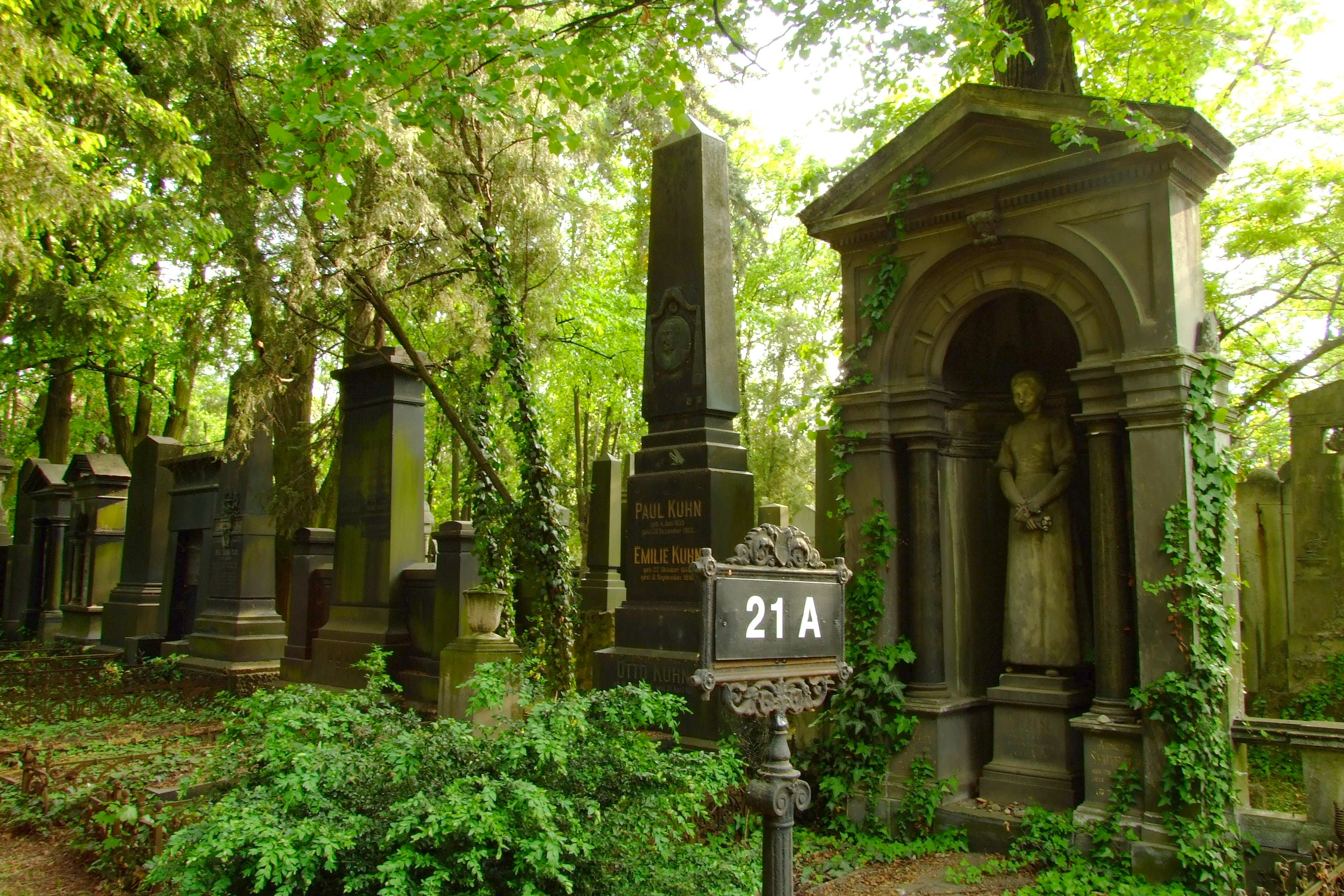
Sírok a 21A szekcióban

## Leírása
A temető alaprajza egy trapézra emlékeztető sokszög. Az egészet 2–2,5 magas téglafal veszi körül, a gyászterem a főbejárat déli oldalán található. A temető 40 (eredetileg 35) szekcióra oszlik, amelyeket további alcsoportokra osztanak.
A temetőben megközelítőleg 9 000 sírkő található. Számos nevezetes személyiség van itt eltemetve, mint például Hugo Haas, az első cseh filmszínész, Alois Ludwig Jeitteles költő, Baruch Jacob Placzek és Richard Feder rabbik, Hieronymus Lorm költő, író és Otto Eisler építész.

## Turisztikai Információs Központ
A temető területén található a Brnói Zsidó Hitközség turisztikai információs központja. A központot 2010-ben hozták létre az egykori asztalosműhely épületében. Tájékoztatást nyújt a temető történetéről, az itt eltemetett fontos személyekről, valamint Brno és a dél-morvaországi régió zsidó történelméről és műemlékeiről.

## Fordítás
- Ez a szócikk részben vagy egészben  a(z)   Židovský hřbitov v Brně című cseh Wikipédia-szócikk ezen változatának fordításán alapul.  Az eredeti cikk szerkesztőit annak laptörténete sorolja fel. Ez a jelzés csupán a megfogalmazás eredetét és a szerzői jogokat jelzi, nem szolgál a cikkben szereplő információk forrásmegjelöléseként.